# Formica integroides
Formica integroides är en myrart som beskrevs av Wheeler 1913. Formica integroides ingår i släktet Formica och familjen myror. Inga underarter finns listade i Catalogue of Life.

## Bildgalleri

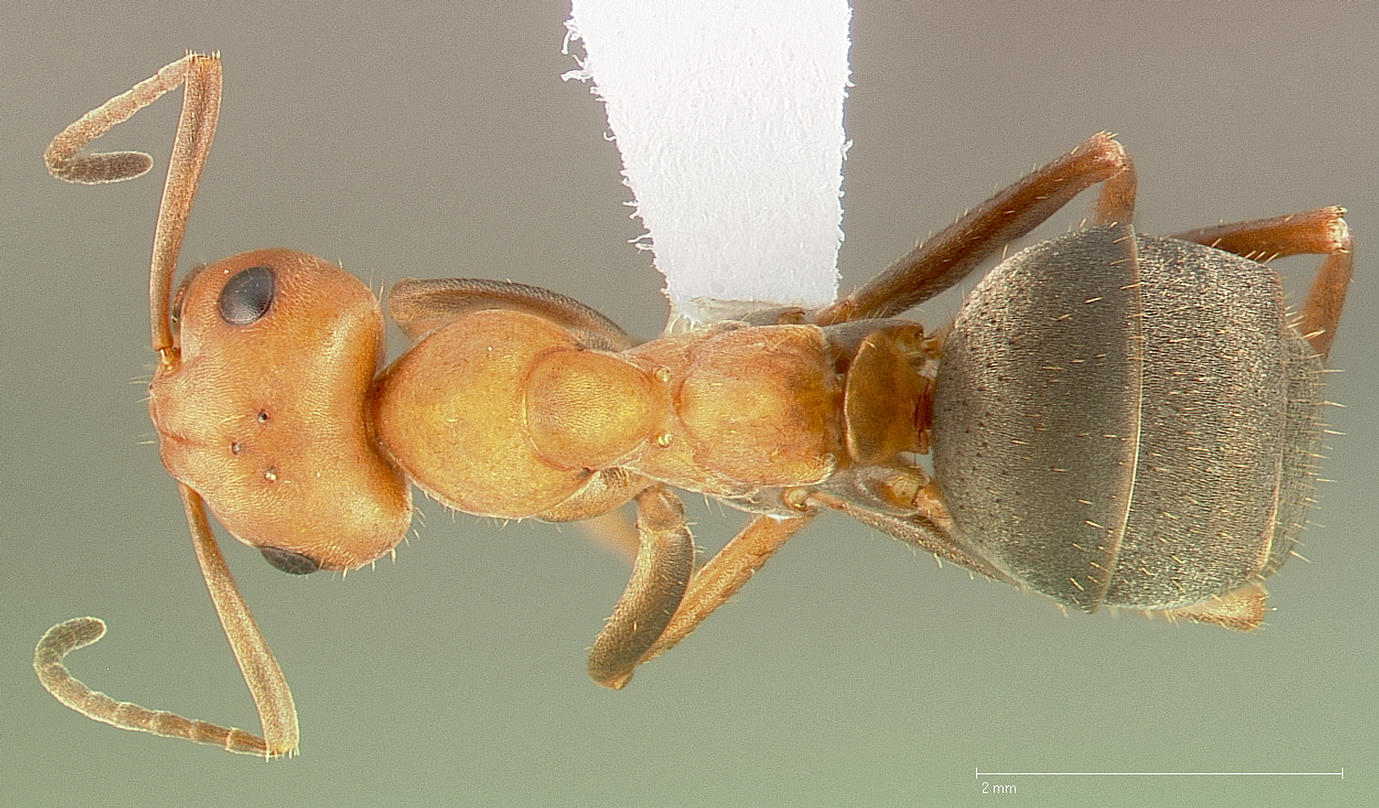
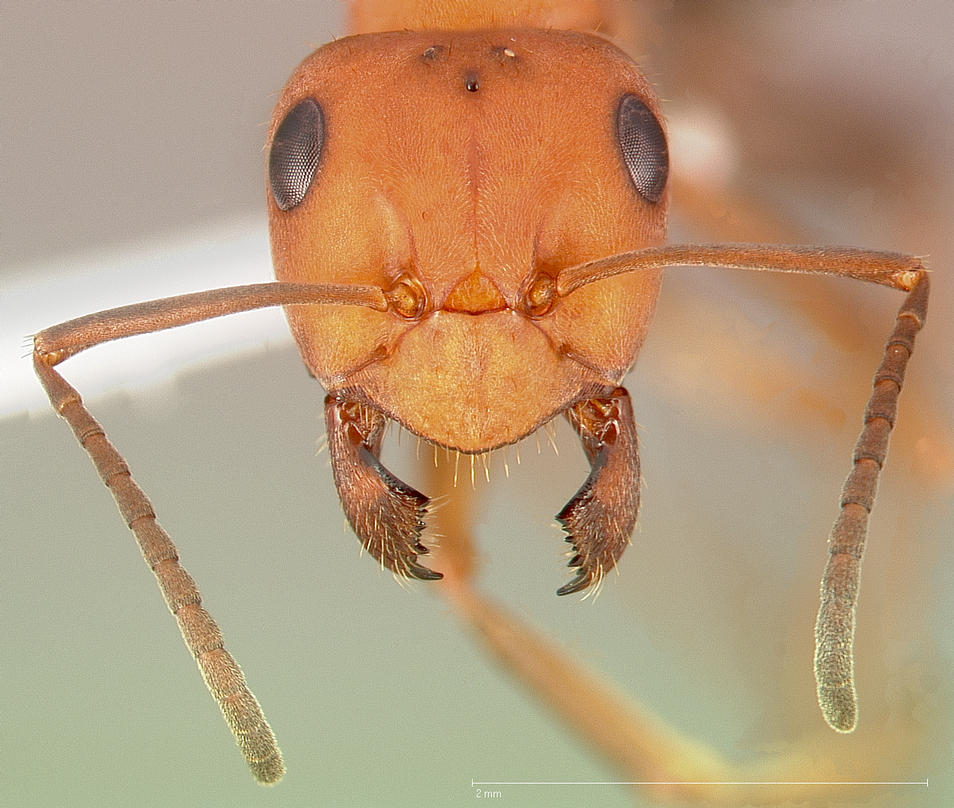
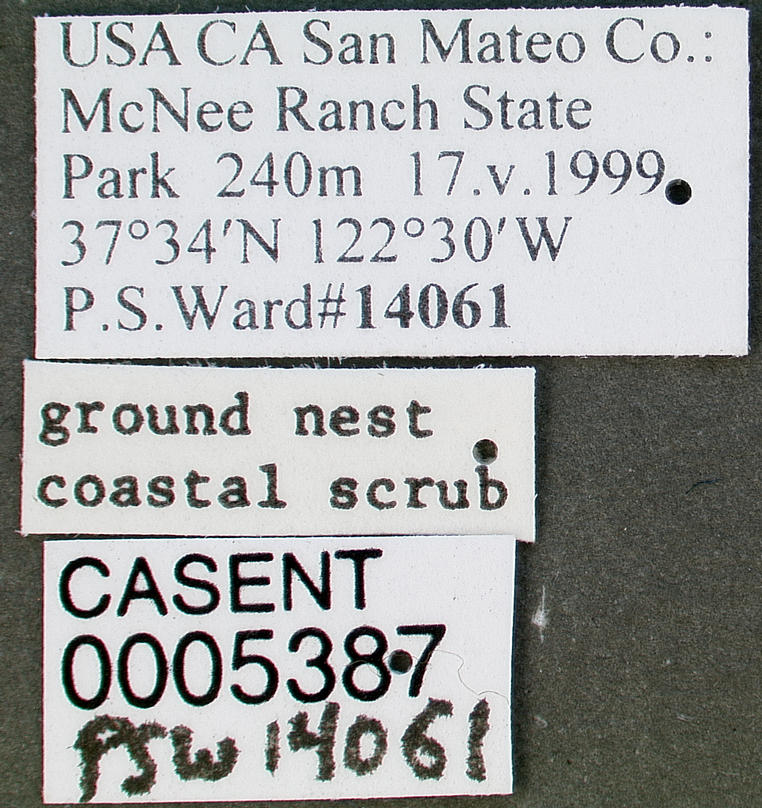
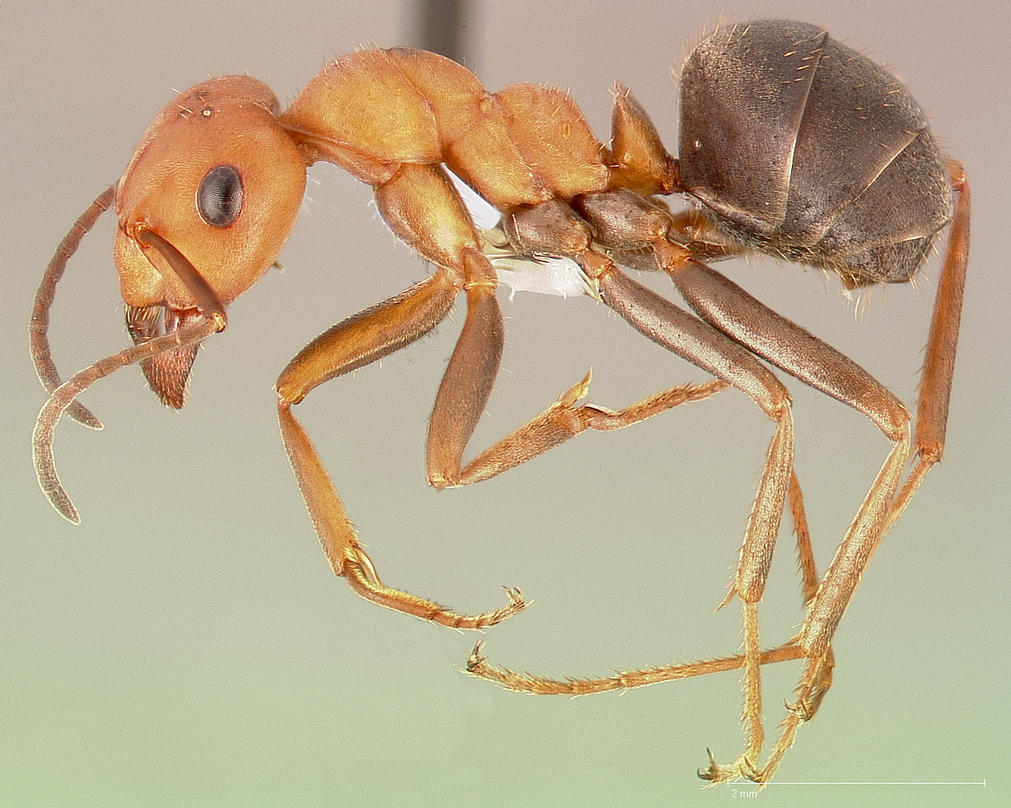
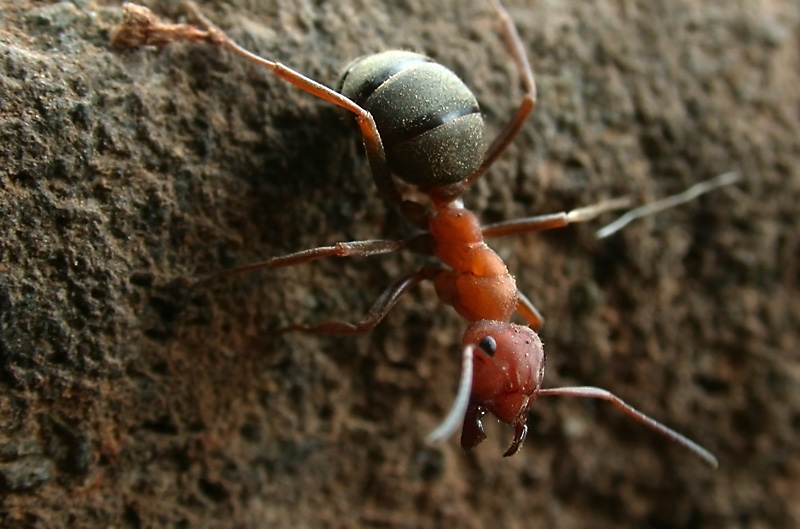